# Hans Neurath
Hans Neurath (* 29. Oktober 1909 in Wien; † 2. April 2002 in Seattle, im Bundesstaat Washington) war ein US-amerikanischer Biochemiker und als solcher ein Pionier der Proteinforschung.

## Leben und Werk
Neurath, der Sohn eines Professors für Pädiatrie an der Universität Wien, wurde 1933 an der Universität Wien bei Wolfgang Josef Pauli in Chemie promoviert. Thema seiner Dissertation waren schon Forschungen zu Proteinen. Danach war er ein Jahr Assistent bei Pauli, bevor er als Post-Doktorand an die Universität London in die Gruppe von Frederick Donnan ging, wo er über Proteine und Fettsäuren als Modelle biologischer Membranen forschte. Er kehrte kurz nach Wien zurück und ging dann, als sich schon der drohende Anschluss Österreichs an das Deutsche Reich abzeichnete in die USA, wo er an der University of Minnesota bei Ross A. Gortner (1885–1942) an der landwirtschaftlichen Biochemie und an der Harvard University bei Edwin J. Cohn war, damals ein Zentrum der Proteinforschung, wo auch die Proteinforscher John Edsall, Jesse Greenstein und Larry Oncley (1910–2004) waren. 1936 wurde er George Fisher Baker Fellow und Instructor für Chemie an der Cornell University (wo er Linus Pauling, Peter Debye, Nevil Sidgwick und Karl Landsteiner traf und bei einem Besuch in Princeton Albert Einstein, mit dem er Einsteins Formel über die Bestimmung des Molekulargewichts diskutierte). 1938 wurde er Assistant Professor an der Duke University, wo er Kollege von Philip Handler war. Während des Zweiten Weltkriegs entwickelte er für die US Army Methoden, falsche positive Testresultate in Blutproben auf Syphilis zu eliminieren.
1950 gründete er die Abteilung Biochemie der University of Washington und stand dieser bis zu seiner Emeritierung 1975 vor. Danach hatte er in Teilzeit die wissenschaftliche Leitung des Fred Hutchinson Cancer Research Center (FHCRC) in Seattle. Eine Forschungsprofessur war ihm an seiner alten Universität verweigert worden, so dass er sich anderswo nach Forschungsgeldern umsah. Das war ein Grund, warum er 1980 das Angebot annahm, wissenschaftlicher Direktor des Deutschen Krebsforschungszentrums in Heidelberg zu werden. Hier kam es allerdings zu erheblichen Konflikten, als er die seiner Meinung nach unzureichend wissenschaftlich etablierte Neutronenbestrahlungstherapie seines Vorgängers als Direktor ablehnte, was auch politische Wellen schlug. Er setzte sich zwar durch (und in der Folge wurde das Zentrum grundlegend reformiert), gab aber die Leitung 1981 ab und kehrte nach Seattle zurück, wo er als Professor of Biochemistry der Universität Washington in Seattle. wirkte.
Er war ein Pionier in der Erforschung der Struktur und physikalischen Chemie von Proteinen, wobei er frühe Modelle wie die von William Astbury widerlegte (und auch die von Linus Pauling über die Struktur von Antikörpern). Er forschte über Denaturierung von Proteinen und Proteasen wie Trypsin, Chymotrypsin und Carboxypeptidase. Insbesondere klärte er den Mechanismus der Aktivierung von Vorläufern von Enzymen (Zymogene) und er klärte mit seinen Mitarbeitern (Ken Walsh, Ralph Bradshaw, Ko Titani) die Primärstruktur einer Reihe von Proteinen. Er wies nach, dass verschiedene Serin-Proteasen miteinander verwandt sind, was das Konzept der strukturellen Homologie dieser Enzyme stützte.
Er war 1992 Gründungsherausgeber der Zeitschrift Protein Science, die er bis 1998 herausgab, und 1961 Redakteur der Zeitschrift Biochemistry, die er bis 1991 herausgab, wobei die anderen Herausgeber aus seiner Fakultät kamen (was beibehalten wurde, als die Zeitschrift nach dem Ausscheiden von Neurath als Herausgeber an der Duke University von Gordon Hammes herausgegeben wurde). Außerdem gab er 1953 bis 1982 drei Auflagen der Reihe The Proteins (Academic Press) heraus, anfangs mit Kenneth Bailey, später mit Robert L. Hill.
Im Jahr 1961 wurde er Mitglied der US-amerikanische National Academy of Sciences und er war Mitglied der American Academy of Arts and Sciences. Er war auch Auswärtiges Mitglied der Max-Planck-Gesellschaft. Er wurde zudem mit einer Ehrendoktorwürde geehrt und war Ehrenmitglied der Japanese Biochemical Society.
Er war ein exzellenter Pianist, der auch Kammermusikkonzerte gab, sowie leidenschaftlicher Bergsteiger und Skifahrer. Bei seinem Tod 2002 hinterließ Neurath  seine Frau, Ruth Spitzer Neurath (1911–2009), mit der er 41 Jahre lang verheiratet war, einen Sohn aus erster Ehe, einen Stiefsohn und eine Stieftochter.

## Hans Neurath Award
Die Protein Society vergibt ihm zu Ehren jährlich den Hans Neurath Award für Proteinforschung.
Preisträger waren:
- 1998 Ken Dill
- 1999 Peter Kim
- 2000 Janet Thornton
- 2001 Arthur Horwich
- 2002 Ad Bax
- 2003 James Wells
- 2004 Carlos Bustamante
- 2005 Roderick MacKinnon
- 2006 Christopher Dobson
- 2007 Robert T. Sauer
- 2008 Robert Stroud
- 2009 William Eaton
- 2010 Wendell Lim
- 2011 Johannes Buchner
- 2012 Charles L. Brooks III.
- 2013 Chuck Sanders, Jennifer Doudna
- 2014 James H. Hurley
- 2015 Marina Rodnina
- 2016 H. Eric Xu
- 2017 Kazuhiro Nagata
- 2018 David Baker
- 2019 Dave Thirumalai
- 2020 Martin Gruebele
- 2021 Toshiya Endo, Amy Rosenzweig
- 2022 Squire Booker
- 2023 Elena Conti
- 2024 David Cortez
- 2025 Antonina Roll-Mecak

## Hans Neurath Lecture
Aufgrund einer Stiftung seiner Witwe und Unterstützung von ZymoGenetics gibt es an der University of Washington die jährlichen Neurath Lectures in Biochemie. Vortragende waren:
- 1983 Arthur Kornberg
- 1984 Manfred Eigen
- 1985 Peter Reichard
- 1986 Gerald Edelman
- 1987 Paul Berg
- 1988 David Baltimore
- 1989 Bengt Samuelsson
- 1990 Michael S. Brown
- 1991 Harold Varmus
- 1992 Daniel Nathans
- 1993 H. Gobind Khorana
- 1994 Aaron Klug
- 1995 Edmond Fischer
- 1996 Johann Deisenhofer
- 1998 James Spudich
- 1999 David Eisenberg
- 2000 J. Michael Bishop
- 2001 Gunter Blobel
- 2003 Robert Huber
- 2004 Linda Buck
- 2005 Robert Roeder
- 2006 Nancy Hopkins
- 2007 Stephen C. Harrison
- 2008 Avram Hershko
- 2009 Christopher Dobson
- 2012 Randy Schekman
- 2013 Lewis C. Cantley
- 2014 Joan A. Steitz
- 2015 Susan Lindquist
- 2016 Thomas C. Sudhof
- 2017 Jennifer Doudna
- 2018 Eva Nogales
- 2019 Carolyn R. Bertozzi
- 2023 Rachel Green
- 2024 Karolin Luger
- 2025 Abby Dernburg

## Schriften
Bereits 1985 hatte er etwa 350 Publikationen auf dem Gebiet der Biochemie vorzuweisen.
- mit B. S. Hartley: Proteolytic Enzymes, Ann. Rev. Biochem., Band 29, 1960, S. 45–72
- Evolution of proteolytic enzymes, Science, Band 224, 1984, S. 350–357
- Proteolytic enzymes past and present: the second golden era, Protein Science, Band 3, 1994, S. 1734–1739.
- The Golden Years of Protein Science, Protein Science, Band 4, 1995, S. 1939–1943 (Ansprache beim Bankett des ersten European Symposium of the Protein Society in Davos, 30. Mai 1995)
- From colloids to proteases, Biochim. Biophys. Acta, 2000, S. 7–15.
- From proteases to proteomics, Protein Science, Band 10, 2001, S. 892–890